# 베른하르트 폰 작센바이마르아이제나흐
카를 베른하르트 폰 작센바이마르아이제나흐(독일어: Karl Bernhard von Sachsen-Weimar-Eisenach, 1792년 5월 30일~1862년 7월 31일)는 작센바이마르아이제나흐 대공국의 군인이다. 1815년 빈 회의 이후 네덜란드 국왕의 군대에서 복무했으며 카를 아우구스트 작센바이마르아이제나흐 대공의 둘째 아들이다. 나폴레옹 전쟁 당시 워털루 전투와 카트레브라 전투에 참전했으며, 나폴레옹 전쟁 이후에는 네덜란드령 동인도군의 총사령관을 맡았다.

## 군 경력
베른하르트 공자는 1792년 5월 30일 바이마르에서 태어났다. 그는 작센바이마르아이제나흐 대공 카를 아우구스트와 루이제 폰 헤센다름슈타트 사이의 일곱째이자 막내아들이었다. 그의 형제자매로는 카를 프리드리히 (작센바이마르아이제나흐)와 카롤리네 루이제 폰 작센바이마르아이제나흐 공주가 있었다.
그의 친조부모는 에른스트 아우구스트 2세 폰 작센바이마르아이제나흐 공작과 아나 아말리아 폰 브라운슈바이크볼펜뷔텔 공녀였다. 외조부모는 루트비히 9세 폰 헤센다름슈타트와 카롤리네 폰 츠바이브뤼켄 백작부인이었다. 그의 외가 친척 중에는 프리드리히 빌헬름 2세 (프로이센)의 아내인 프레데리카 루이제 폰 헤센다름슈타트 공주와 파벨 1세의 첫 번째 아내인 빌헬미네 폰 헤센다름슈타트 공주가 있었다. 외삼촌으로는 루트비히 1세 폰 헤센 대공과 크리스티안 폰 헤센다름슈타트 공자가 있었다.
베른하르트 공자는 프로이센 육군에 입대하여 1806년 프리드리히 루트비히 폰 호엔로헤잉겔핑겐 공작 휘하에서 복무했다. 1809년에는 작센 육군에 입대하여 장 베르나도트 원수 휘하에서 바그람 전투에 참전했다.

### 워털루 전역
베른하르트 공자가 지휘하는 제2네덜란드사단(세들니츠키) 제2여단은 제1대 웰링턴 공작 아서 웰즐리의 병력 중 가장 먼저 카트레브라 전투의 교차로에 도착했다. 베른하르트 공자의 여단(이후 제1여단이 합류)은 1815년 6월 15일 늦은 오후부터 6월 16일 오후 3시경까지 거의 24시간 동안 카트레브라의 교차로를 점령하여, 미셸 네 원수가 프랑스 북부군 좌익을 이끌고 웰링턴 공작과 상당한 연합군 병력이 도착하여 제2사단을 증원하고 카트레브라 전투를 벌이기 전에 교차로를 점령하는 것을 막았다. 네덜란드 제2사단의 두 여단이 성공적으로 방어 작전을 펼친 것은 워털루 전역 전체에서 연합군 여단 중 가장 중요한 작전 중 하나였다.
워털루 전투에서 베른하르트 공자는 웰링턴 공작 전선의 가장 왼쪽에 있는 파플로테, 프리셔몽, 라하이에 농장을 점령하고 있는 연합군을 지휘했다. 이들은 전략적으로 중요했는데, 이 위치를 점령한 병력이 무너지면 프랑스군이 웰링턴을 측면 공격할 수 있을 뿐만 아니라 웰링턴이 프로이센군의 지원을 예상하고 실제로 그 방향에서 지원을 받았기 때문이었다. 비록 전투 중에 프랑스 제4사단이 파플로테에 일시적인 거점을 마련했지만, 결코 점령되지는 않았다.

### 네덜란드령 동인도군 사령관
베른하르트는 1848년 12월 6일 네덜란드령 동인도군 사령관에 임명되어 1849년 4월 14일 자바에 도착했다. 도착한 지 불과 몇 주 만에 1849년 발리 원정의 사령관 안드레아스 빅토르 미힐스 장군이 카숨바에서 전사했고, 작센바이마르는 총독에게 미힐스 장군에게 주어진 규칙에 따라 원정대 지휘권을 인계받겠다고 제안했다. 1849년 겨울 그는 보병 장군으로 승진했고, 3년 후(1852년) 많은 개선을 이루고 동인도군을 재건한 후 건강상의 이유로 네덜란드로 돌아왔다. 그는 1853년 10월 5일 명예 퇴역을 했다.

### 만년

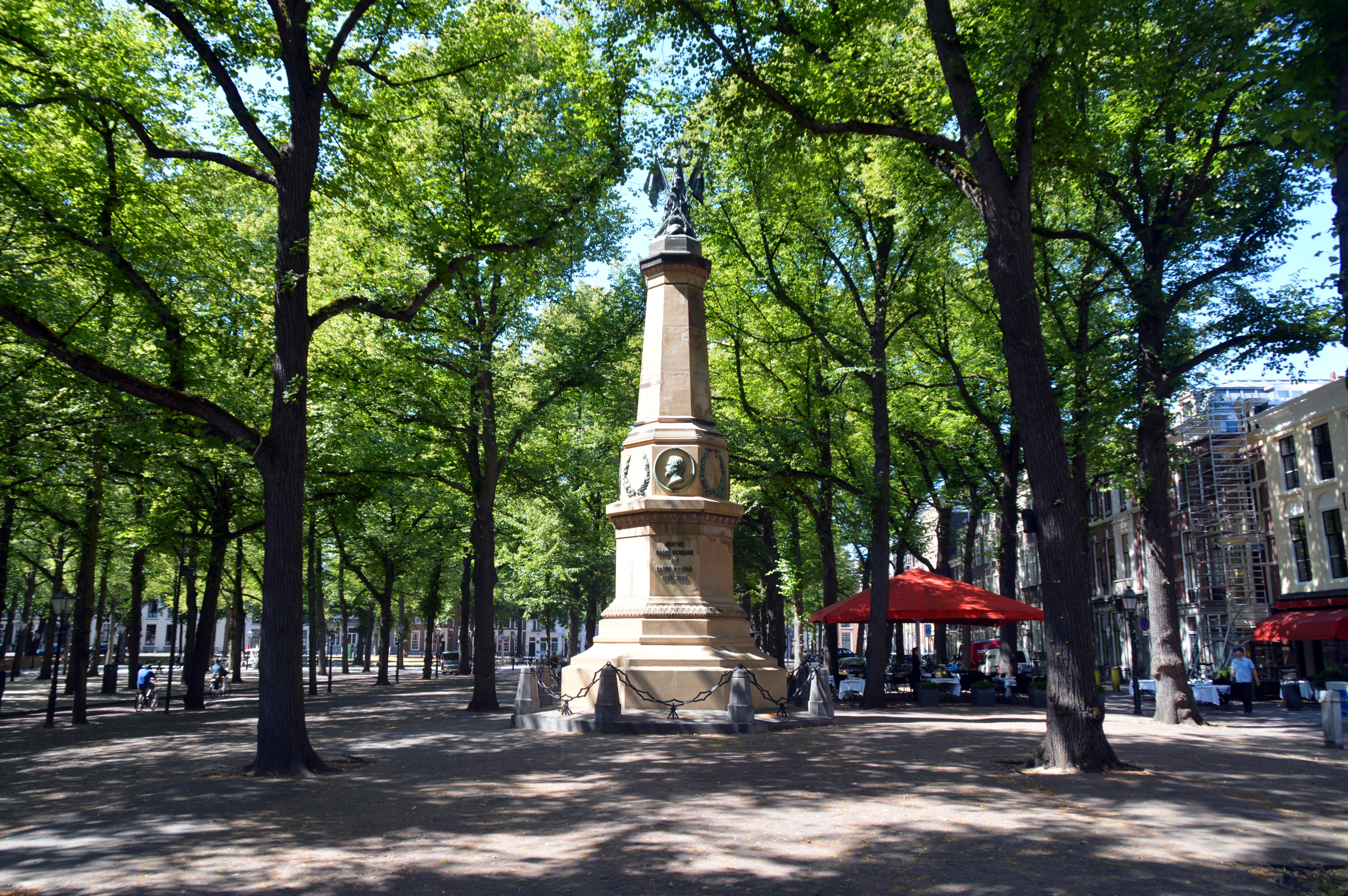
헤이그에 있는 카를 베른하르트 폰 작센바이마르아이제나흐 기념비

베른하르트 공자는 1825년부터 1826년까지 미국을 광범위하게 여행했다. 그의 여행에 대한 대폭 편집된 기록인 '라이제 자이너 호하이트 데스 헤르초그 베른하르트 추 작센바이마르아이제나흐 두르히 노르트-아메리카(북미를 통한 작센바이마르아이제나흐 공작 베른하르트 전하의 여행)'는 1828년 역사가 하인리히 루덴에 의해 출판되었다. 이 작품은 영어로 번역되어 필라델피아에서 1828년에 '트래블스 스루 노스 아메리카, 듀링 더 이어스 1825 앤 1826(1825년과 1826년 동안 북미 여행)'이라는 제목으로 출판되었다. 원고의 비평판은 2017년에 공개되었다.
워털루 이후 몇 년 동안 베른하르트는 1831년 벨기에 전역(10일 전역)에서 네덜란드 사단 사령관으로 두각을 나타냈고, 1847년부터 1850년까지 네덜란드령 동인도군의 지휘를 맡았다.

## 개인사

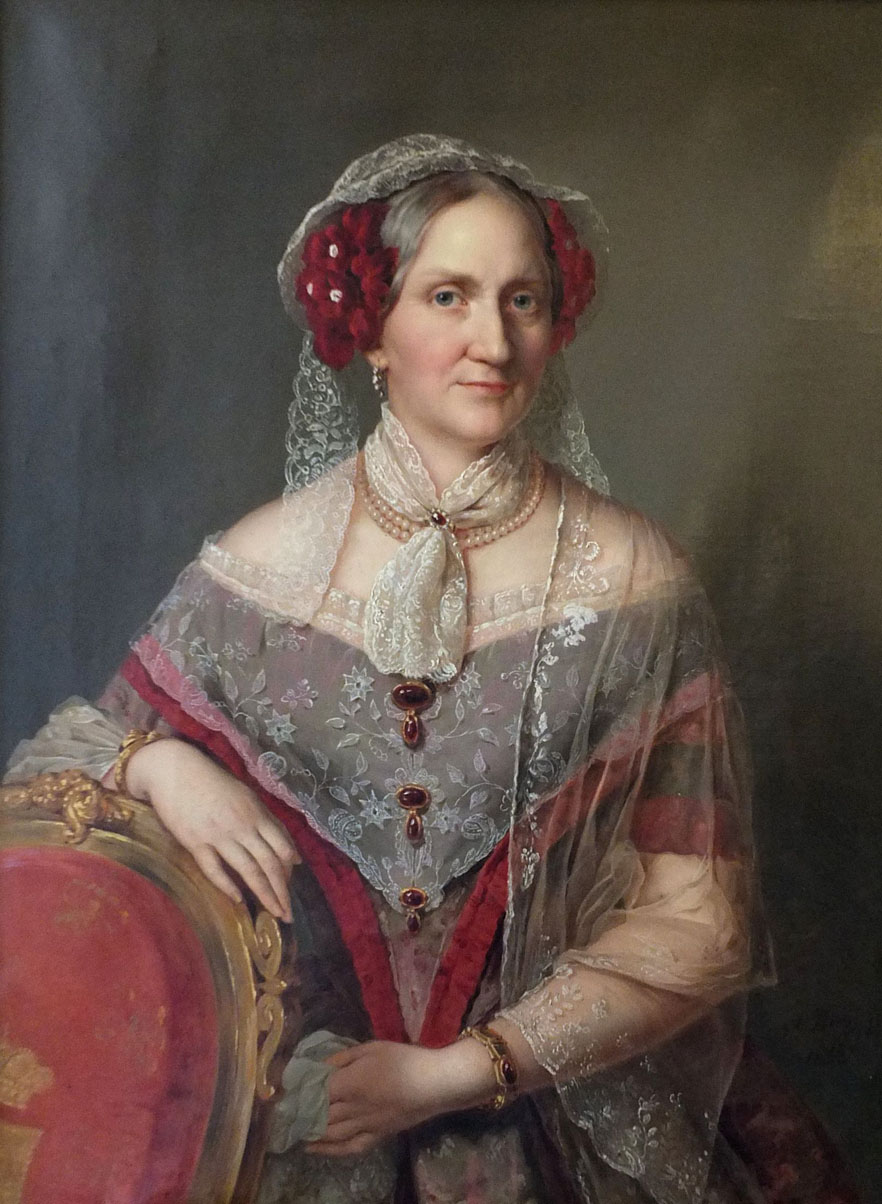
그의 아내인 이다 카롤리네 폰 작센마이닝겐의 초상화, 사무엘 프리드리히 디에즈 작

1816년 5월 30일 마이닝겐에서 베른하르트 공자는 게오르크 1세 폰 작센마이닝겐 공작과 루이제 엘레오노레 폰 호헨로헤라겐부르크 공주의 딸인 이다 카롤리네 폰 작센마이닝겐 (1794년~1852년)과 결혼했다. 그녀의 형제자매 중에는 윌리엄 4세와 결혼한 아델하이트 폰 작센마이닝겐 공녀와 마리 프리데리케 폰 헤센카셀 공주와 결혼한 베른하르트 2세 폰 작센마이닝겐 공작이 있었다. 그들은 함께 다음과 같은 자녀를 두었다.
- 루이제 빌헬미네 아델하이트 공주 (1817년~1832년), 미혼으로 사망.
- 빌헬름 카를 공자 (1819년~1839년), 미혼으로 사망.
- 아말리에 아우구스테 세실리아 공주 (1822년~1822년), 유아기에 사망.
- 윌리엄 아우구스투스 에드워드 폰 작센바이마르 공자 (1823년~1902년), 영국 육군에 입대하여 크림 전쟁에 참전; 찰스 레녹스, 5대 리치먼드 공작과 캐롤라인 파제트 부인(제1대 앵글시 후작 헨리 파제트의 딸)의 딸인 오거스타 고든-레녹스 부인과 결혼; 그녀는 1851년 도른부르크 백작부인으로 책봉되었다.[3]
- 헤르만 폰 작센바이마르아이제나흐 공자 (1825년~1901년), 뷔르템베르크의 빌헬름 1세와 파울리네 테레제 폰 뷔르템베르크 공작부인의 막내딸인 아우구스타 폰 뷔르템베르크 공주와 결혼.
- 프리드리히 구스타프 폰 작센바이마르아이제나흐 공자 (1827년~1892년), 피에리나 마로키아 노빌레 디 마르카이니와 결혼, 그녀는 1872년 노이페르크 남작부인으로 책봉되었다.
- 안나 아말리에 마리아 폰 작센바이마르아이제나흐 공주 (1828년~1864년), 미혼으로 사망.
- 아말리아 폰 작센바이마르아이제나흐 공주 (1830년~1872년), 빌럼 프레데리크 헨드릭 폰 오라녜나사우와 결혼.

그는 1862년 7월 21일 리벤슈타인에서 사망했다. 바타비아 (현재 자카르타)에 있던 그의 거주지는 나중에 네덜란드령 동인도의 준입법부인 폴크스라트와 독립준비조사위원회 (BPUPK) 회의장으로 사용되었다. 현재 인도네시아 외교부 소유이며 판차실라 빌딩으로 보존되어 있다.

### 자손
그의 아들 헤르만을 통해 그는 파울리네 폰 작센바이마르아이제나흐 공주의 할아버지였다. 그녀는 카를 아우구스트와 결혼했고, 빌헬름 폰 작센바이마르아이제나흐 공자 (1853-1924)는 이젠부르크-뷔딩겐-베히터스바흐의 게르타 공주와 결혼했다.

## 서훈
그는 다음 훈장을 받았다.
- 작센바이마르아이제나흐 대공국: 백매화 기사단 대십자, 1815년 12월 15일[8]
- 작센 왕국:[9]
  - 성 하인리히 군사훈장 기사, 1809년; 대십자, 1857년[10]
  - 루 관 훈장 기사, 1827년
- 네덜란드:
  - 빌럼 군사훈장 3등급, 1815년 7월 8일;[11] 사령관, 1821년 5월 24일;[12] 대십자, 1842년 10월 8일[13]
  - 네덜란드 사자 훈장 대십자
- 룩셈부르크: 곡수왕관장 대십자
- 영국: 바스 훈장 명예 대십자 (군사), 1830년 7월 22일[14]
- 뷔르템베르크 왕국: 뷔르템베르크 왕관 훈장 대십자, 1835년[15]
- 러시아 제국:
  - 스뱌토고안드레이 훈장 기사, 1837년
  - 성 알렉산드르 넵스키 훈장 기사
  - 성 안나 훈장 1등급 기사
  - 백수리 훈장 기사
- 헤센 대공국: 루트비히 훈장 대십자, 1840년 5월 23일[16]
- 프로이센 왕국:
  - 흑수리 훈장 기사, 1841년 6월 26일[17]
  - 적수리 훈장 대십자
- 프랑스 왕국: 레지옹 도뇌르 훈장 대십자, 1842년 6월[18]
- 바덴 대공국:[19]
  - 충의 가문 훈장 기사, 1844년
  - 체링겐 사자 훈장 대십자, 1844년
- 브라운슈바이크 공국: 하인리히 사자 훈장 대십자
- 나사우 공국: 나사우 가문 금사자 훈장 기사, 1858년 9월[20]

## 조상
|  |                                                           |  |  |  |  |  |  |  |  |  |  |  |  |  |  |  |
|  | 8. 에른스트 아우구스트 1세 폰 작센바이마르아이제나흐 공작 |  |  |  |  |  |  |  |  |  |  |  |  |  |  |  |
|  |                                                           |  |  |  |  |  |  |  |  |  |  |  |  |  |  |  |
|  |                                                           |  |  |  |  |  |  |  |  |  |  |  |  |  |  |  |
|  | 4. 에른스트 아우구스트 2세 폰 작센바이마르아이제나흐 공작 |  |  |  |  |  |  |  |  |  |  |  |  |  |  |  |
|  |                                                           |  |  |  |  |  |  |  |  |  |  |  |  |  |  |  |
|  |                                                           |  |  |  |  |  |  |  |  |  |  |  |  |  |  |  |
|  | 9. 조피 샤를로테 폰 브란덴부르크바이로이트 변경백 영애    |  |  |  |  |  |  |  |  |  |  |  |  |  |  |  |
|  |                                                           |  |  |  |  |  |  |  |  |  |  |  |  |  |  |  |
|  |                                                           |  |  |  |  |  |  |  |  |  |  |  |  |  |  |  |
|  | 2. 카를 아우구스트 (작센바이마르아이제나흐)               |  |  |  |  |  |  |  |  |  |  |  |  |  |  |  |
|  |                                                           |  |  |  |  |  |  |  |  |  |  |  |  |  |  |  |
|  |                                                           |  |  |  |  |  |  |  |  |  |  |  |  |  |  |  |
|  | 10. 카를 1세 폰 브라운슈바이크볼펜뷔텔 공작               |  |  |  |  |  |  |  |  |  |  |  |  |  |  |  |
|  |                                                           |  |  |  |  |  |  |  |  |  |  |  |  |  |  |  |
|  |                                                           |  |  |  |  |  |  |  |  |  |  |  |  |  |  |  |
|  | 5. 아나 아말리아 폰 브라운슈바이크볼펜뷔텔 공녀           |  |  |  |  |  |  |  |  |  |  |  |  |  |  |  |
|  |                                                           |  |  |  |  |  |  |  |  |  |  |  |  |  |  |  |
|  |                                                           |  |  |  |  |  |  |  |  |  |  |  |  |  |  |  |
|  | 11. 필리피네 샤를로테 폰 프로이센 공주                    |  |  |  |  |  |  |  |  |  |  |  |  |  |  |  |
|  |                                                           |  |  |  |  |  |  |  |  |  |  |  |  |  |  |  |
|  |                                                           |  |  |  |  |  |  |  |  |  |  |  |  |  |  |  |
|  | 1. 베른하르트 폰 작센바이마르아이제나흐                   |  |  |  |  |  |  |  |  |  |  |  |  |  |  |  |
|  |                                                           |  |  |  |  |  |  |  |  |  |  |  |  |  |  |  |
|  |                                                           |  |  |  |  |  |  |  |  |  |  |  |  |  |  |  |
|  | 12. 루트비히 8세 폰 헤센다름슈타트                        |  |  |  |  |  |  |  |  |  |  |  |  |  |  |  |
|  |                                                           |  |  |  |  |  |  |  |  |  |  |  |  |  |  |  |
|  |                                                           |  |  |  |  |  |  |  |  |  |  |  |  |  |  |  |
|  | 6. 루트비히 9세 폰 헤센다름슈타트                         |  |  |  |  |  |  |  |  |  |  |  |  |  |  |  |
|  |                                                           |  |  |  |  |  |  |  |  |  |  |  |  |  |  |  |
|  |                                                           |  |  |  |  |  |  |  |  |  |  |  |  |  |  |  |
|  | 13. 샤를로테 폰 하나우리히텐베르크 백작부인               |  |  |  |  |  |  |  |  |  |  |  |  |  |  |  |
|  |                                                           |  |  |  |  |  |  |  |  |  |  |  |  |  |  |  |
|  |                                                           |  |  |  |  |  |  |  |  |  |  |  |  |  |  |  |
|  | 3. 루이제 폰 헤센다름슈타트                               |  |  |  |  |  |  |  |  |  |  |  |  |  |  |  |
|  |                                                           |  |  |  |  |  |  |  |  |  |  |  |  |  |  |  |
|  |                                                           |  |  |  |  |  |  |  |  |  |  |  |  |  |  |  |
|  | 14. 크리스티안 3세 폰 츠바이브뤼켄 백작공                 |  |  |  |  |  |  |  |  |  |  |  |  |  |  |  |
|  |                                                           |  |  |  |  |  |  |  |  |  |  |  |  |  |  |  |
|  |                                                           |  |  |  |  |  |  |  |  |  |  |  |  |  |  |  |
|  | 7. 카롤리네 폰 츠바이브뤼켄 백작부인                      |  |  |  |  |  |  |  |  |  |  |  |  |  |  |  |
|  |                                                           |  |  |  |  |  |  |  |  |  |  |  |  |  |  |  |
|  |                                                           |  |  |  |  |  |  |  |  |  |  |  |  |  |  |  |
|  | 15. 카롤리네 폰 나사우자르브뤼켄 백작부인                 |  |  |  |  |  |  |  |  |  |  |  |  |  |  |  |
|  |                                                           |  |  |  |  |  |  |  |  |  |  |  |  |  |  |  |
|  |                                                           |  |  |  |  |  |  |  |  |  |  |  |  |  |  |  |

## 추가 문헌
- Pierre de Wite
- june/qb.1.pdf 오라녜 공자와 콰트르 브라 전투 및 제2네덜란드 사단의 전투 서열은 베른하르트 공자의 콰트르 브라에서의 행동을 설명한다.
- 카를-베른하르트 폰 작센바이마르아이제나흐. 베른하르트 폰 작센바이마르아이제나흐 공작: 1825년과 1826년 북미 여행 일기, 발터 힌데러와 알렉산더 로젠바움 편집. Stiftung für Romantikforschung LX. Königshausen und Neumann, 2017. ISBN 978-3826060519